# 克羅特 (切爾尼戈夫州)
50°33′54″N 32°13′38″E / 50.56500°N 32.22722°E
克羅特（羅馬化：Kroty）是烏克蘭的村落，位於該國北部切爾尼戈夫州，由普里盧基區負責管轄，始建於1700年，面積0.5平方公里，海拔高度124米，2001年人口26，人口密度每平方公里52.4人。